# Ardeola rufiventris
Ardeola rufiventris е вид птица от семейство Чаплови (Ardeidae).

## Разпространение
Видът е разпространен в Ангола, Ботсвана, Бурунди, Замбия, Зимбабве, Демократична република Конго, Кения, Лесото, Малави, Мозамбик, Намибия, Руанда, Танзания, Уганда и Южна Африка.